# Cromford and High Peak Railway
Die Cromford and High Peak Railway (C&HPR) in Derbyshire, England, wurde 1831 fertiggestellt, um Kohle und Waren zwischen der High Peak Junction am Cromford Canal und Whaley Bridge am Peak Forest Canal zu transportieren.

## Geschichte

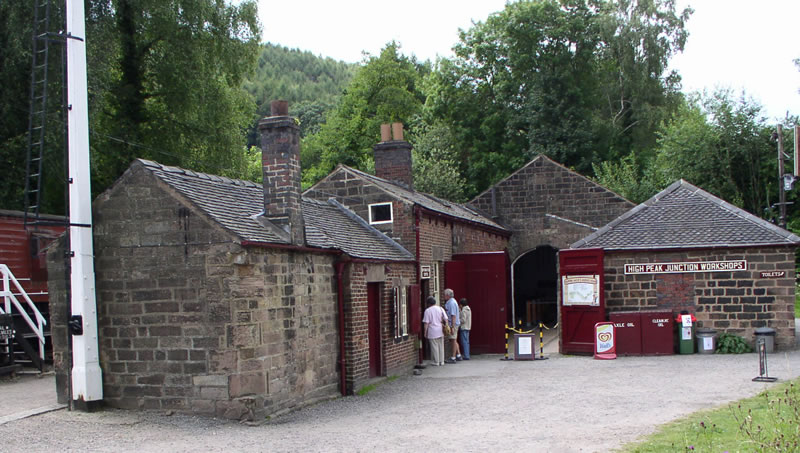
Werkstätten und Büros an der High Peak Junction

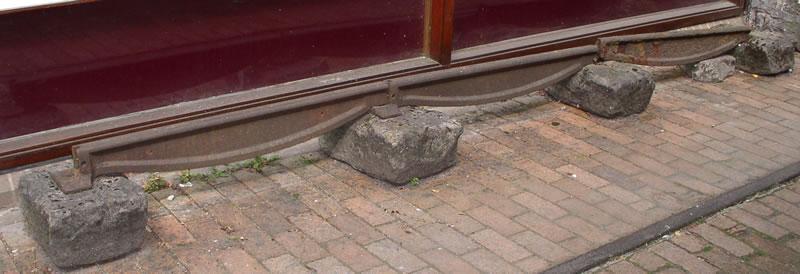
Fischbauchschienen auf Steinblöcken

Der erste Teil der Strecke von der Anlegestelle an der High Peak Junction am Cromford Kanal nach Hurdlow wurde 1830 eröffnet. Vom Kanal aus kletterte die Strecke in 5 Meilen um mehr als tausend Fuß (in 8 km um mehr als 330 m), über vier Steigungen von 1 in 14 bis 1 in 8 - Cromford, Sheep Pasture, Middleton und Hopton oberhalb von Wirksworth. Die Linie ging dann über die relativ sanfte Steigung bei Hurdlow mit einem Gradient von 1 in 16. Die zweite Hälfte von Hurdlow nach Whaley Bridge eröffnete im Jahre 1832 mit einem Abstieg durch vier weitere Steigungen, die steilste dabei war 1 in 7. Der höchste Teil der Strecke wurde am Ladmanlow in einer Höhe von 1266 ft erreicht.
Die Gleise wurden aus so genannten Fischbauchschienen auf Steinblöcken hergestellt, wie es damals statt Holzschwellen üblich war, um auf den flachen Abschnitten Pferde zur Traktion einsetzen zu können. Auf neun schiefen Ebenen, wurden stationäre Dampfmaschinen verwendet, mit Ausnahme der letzten Steigung in Whaley Bridge, an der mit einer Pferde-Mühle gearbeitet wurde. Die Motoren, Schienen und andere Schmiedearbeiten wurden von der Butterley Company hergestellt. Die 33 Meilen lange Reise dauerte etwa zwei Tage. Das Gleis war in Stephensons-Spurweite von 4 Fuß 8½ Zoll (1.435 mm Normalspur) verlegt anstatt der zum Bauzeitpunkt ebenfalls üblichen Outrams-Spurweite mit 4 ft 2 Zoll.
Zwischen 1963 und 1967 wurde die Cromford and High Peak Railway mit Ausnahme eines kurzen, als Anschlussgleis genutzten Abschnitts nahe Buxton schrittweise eingestellt. Auf einer anderen 800 m langen Teilstrecke wird ferner seit 1987 die Steeple Grange Light Railway betrieben.